# Bahnstrecke Kłodzko–Stronie Śląskie
| Streckennummer: | 322                  |                                                        |                                                        |
| Kursbuchstrecke (PKP): | 230 (2004)           |                                                        |                                                        |
| Streckenlänge: | 26,876 km            |                                                        |                                                        |
| Spurweite: | 1435 mm (Normalspur) |                                                        |                                                        |
| Streckengeschwindigkeit: | 20 km/h              |                                                        |                                                        |
| |                      |                                                        |                                                        |
| \| \| \| von Wrocław Główny \| \| \| \| -2,553 \| Kłodzko Nowe \| 287 m \| \| \| \| nach Międzylesie \| \| \| \| 0,000 \| nach Międzylesie (alt) \| nach Międzylesie (alt) \| \| \| 0,231 \| Krosnowice Kłodzkie früher Rengersdorf (Kr Glatz) \| 306 m \| \| \| 3,509 \| Żelazno früher Eisersdorf \| 333 m \| \| \| 6,772 \| Ołdrzychowice Kłodzkie früher Ullersdorf (Biele) \| 352 m \| \| \| 9,300 \| bsz Ołdrzychowice OMYA \| 368 m \| \| \| 9,700 \| Infrastrukturgrenze PLK / DSDIK \| Infrastrukturgrenze PLK / DSDIK \| \| \| 12,221 \| Trzebieszowice früher Kunzendorf (Biele) \| 383 m \| \| \| 15,349 \| Radochów früher Reyersdorf \| 411 m \| \| \| 18,724 \| Lądek-Zdrój früher Bad Landeck (Schles) \| 446 m \| \| \| 21,046 \| Lądek Stójków früher Olbersdorf \| 467 m \| \| \| 23,260 \| bsz Bocznica nr 603 (bis 1945: D.S.W. Glasschleiferei) \| bsz Bocznica nr 603 (bis 1945: D.S.W. Glasschleiferei) \| \| \| 24,323 \| Stronie Śląskie früher Seitenberg (Grafsch Glatz) \| 482 m \| \| \| \| \| \| \| Quellen: [1][2][3][4] \| \| \| \| |                      |                                                        |                                                        |
| Strecke |                      | von Wrocław Główny                                     | von Wrocław Główny                                     |
| Blockstelle | -2,553               | Kłodzko Nowe                                           | 287 m                                                  |
| Abzweig geradeaus und nach rechts |                      | nach Międzylesie                                       | nach Międzylesie                                       |
| Abzweig geradeaus und ehemals nach rechts | 0,000                | nach Międzylesie (alt)                                 | nach Międzylesie (alt)                                 |
| ehemaliger Haltepunkt / Haltestelle | 0,231                | Krosnowice Kłodzkie früher Rengersdorf (Kr Glatz)      | 306 m                                                  |
| ehemaliger Bahnhof | 3,509                | Żelazno früher Eisersdorf                              | 333 m                                                  |
| ehemaliger Bahnhof | 6,772                | Ołdrzychowice Kłodzkie früher Ullersdorf (Biele)       | 352 m                                                  |
| Abzweig geradeaus und nach rechts | 9,300                | bsz Ołdrzychowice OMYA                                 | 368 m                                                  |
| | 9,700                | Infrastrukturgrenze PLK / DSDIK                        | Infrastrukturgrenze PLK / DSDIK                        |
| Bahnhof (Strecke außer Betrieb) | 12,221               | Trzebieszowice früher Kunzendorf (Biele)               | 383 m                                                  |
| Haltepunkt / Haltestelle (Strecke außer Betrieb) | 15,349               | Radochów früher Reyersdorf                             | 411 m                                                  |
| Bahnhof (Strecke außer Betrieb) | 18,724               | Lądek-Zdrój früher Bad Landeck (Schles)                | 446 m                                                  |
| Haltepunkt / Haltestelle (Strecke außer Betrieb) | 21,046               | Lądek Stójków früher Olbersdorf                        | 467 m                                                  |
| Abzweig geradeaus und von rechts (Strecke außer Betrieb) | 23,260               | bsz Bocznica nr 603 (bis 1945: D.S.W. Glasschleiferei) | bsz Bocznica nr 603 (bis 1945: D.S.W. Glasschleiferei) |
| Kopfbahnhof Streckenende (Strecke außer Betrieb) | 24,323               | Stronie Śląskie früher Seitenberg (Grafsch Glatz)      | 482 m                                                  |
| |                      |                                                        |                                                        |
| Quellen: |                      |                                                        |                                                        |

Die Bahnstrecke Kłodzko–Stronie Śląskie ist eine Nebenbahn in Polen. Sie zweigt bei Kłodzko (Glatz) aus der Hauptbahn Wrocław–Międzylesie (Breslau–Mittelwalde) ab und führt in Niederschlesien im Tal der Biała Lądecka (Biele) über Lądek-Zdrój (Bad Landeck) nach Stronie Śląskie (Seitenberg). Vor 1945 war die Strecke auch als Bieletalbahn bekannt.

## Geschichte
Eröffnet wurde die Strecke am 14. November 1897 durch die Preußische Staatsbahn.
Am Ende des Zweiten Weltkrieges – am 7. Mai 1945 – kam es während der Kampfhandlungen zur Zerstörung einer Brücke bei Seitenberg.

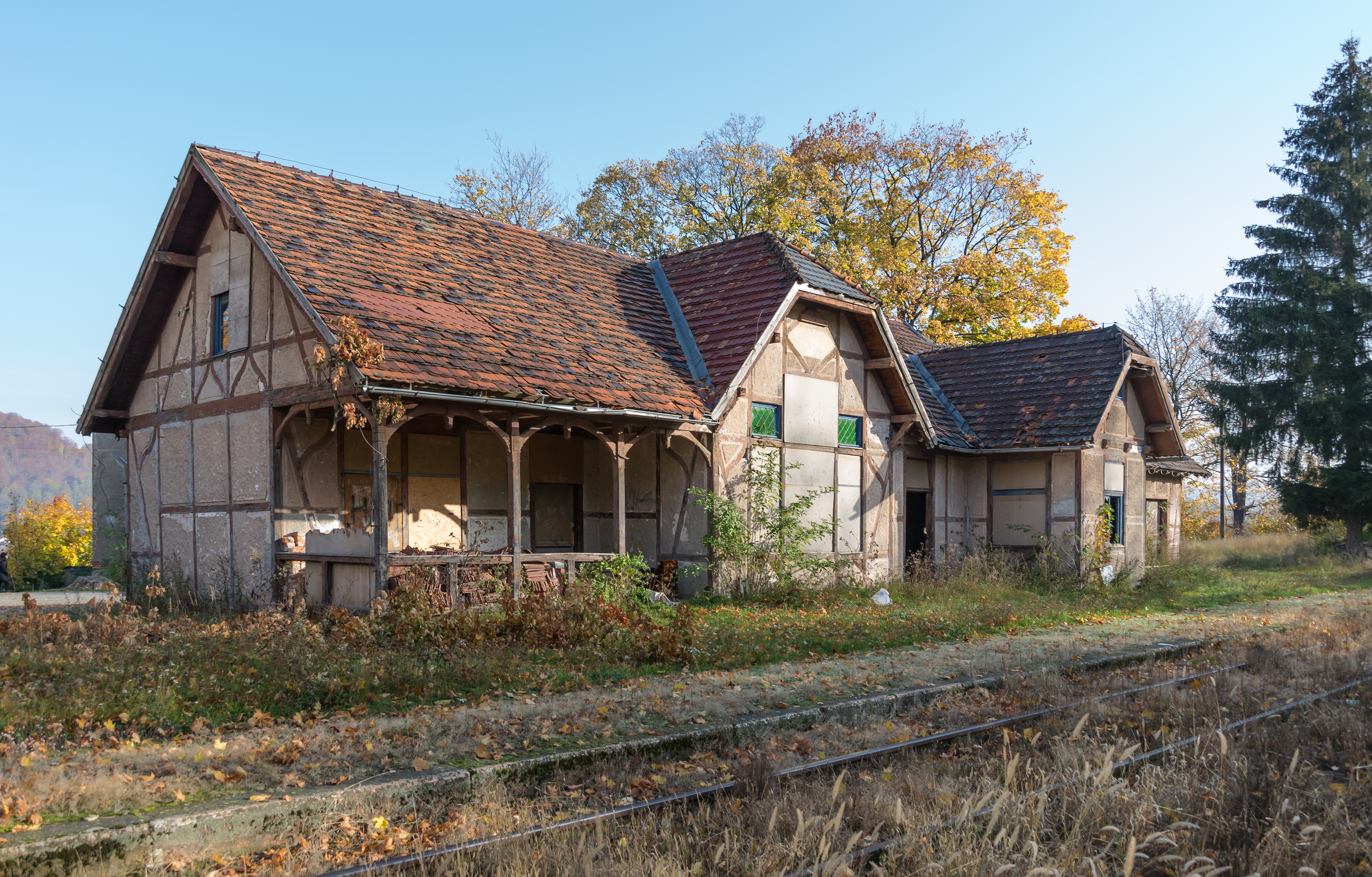
Bahnhof Ołdrzychowice Kłodzkie (2017)

Die Wiederinbetriebnahme der Strecke nach Kriegsende erfolgte wahrscheinlich noch durch deutsches Bahnpersonal unter Aufsicht der sowjetischen Besatzungsmacht. Ab 1. Juni 1945 fuhren Reisezüge wieder bis Olbersdorf. Die Gesamtstrecke ging am 31. Juli 1945 wieder in Betrieb. Im Sommer 1945 wurde die Strecke von der sowjetischen Besatzungsmacht an die Polnischen Staatsbahnen PKP übergeben.
Der zuletzt noch mit zwei Zugpaaren aufrechterhaltene Reisezugverkehr wurde am 15. März 2004 eingestellt. Bis 1. Juli 2005 verkehrten die Zugfahrten als Bus im Schienenersatzverkehr. Am 22. August 2007 wurde auch der Güterverkehr zwischen Ołdrzychowice und Stronie Śląskie eingestellt. Am 25. April 2010 wurde dieser Streckenabschnitt stillgelegt. Güterverkehr bis zur Anschlussbahn des Marmor-Steinbruches der Firma OMYA bei Ołdrzychowice (Kamieniołom Romanowo) findet bedarfsweise noch statt.

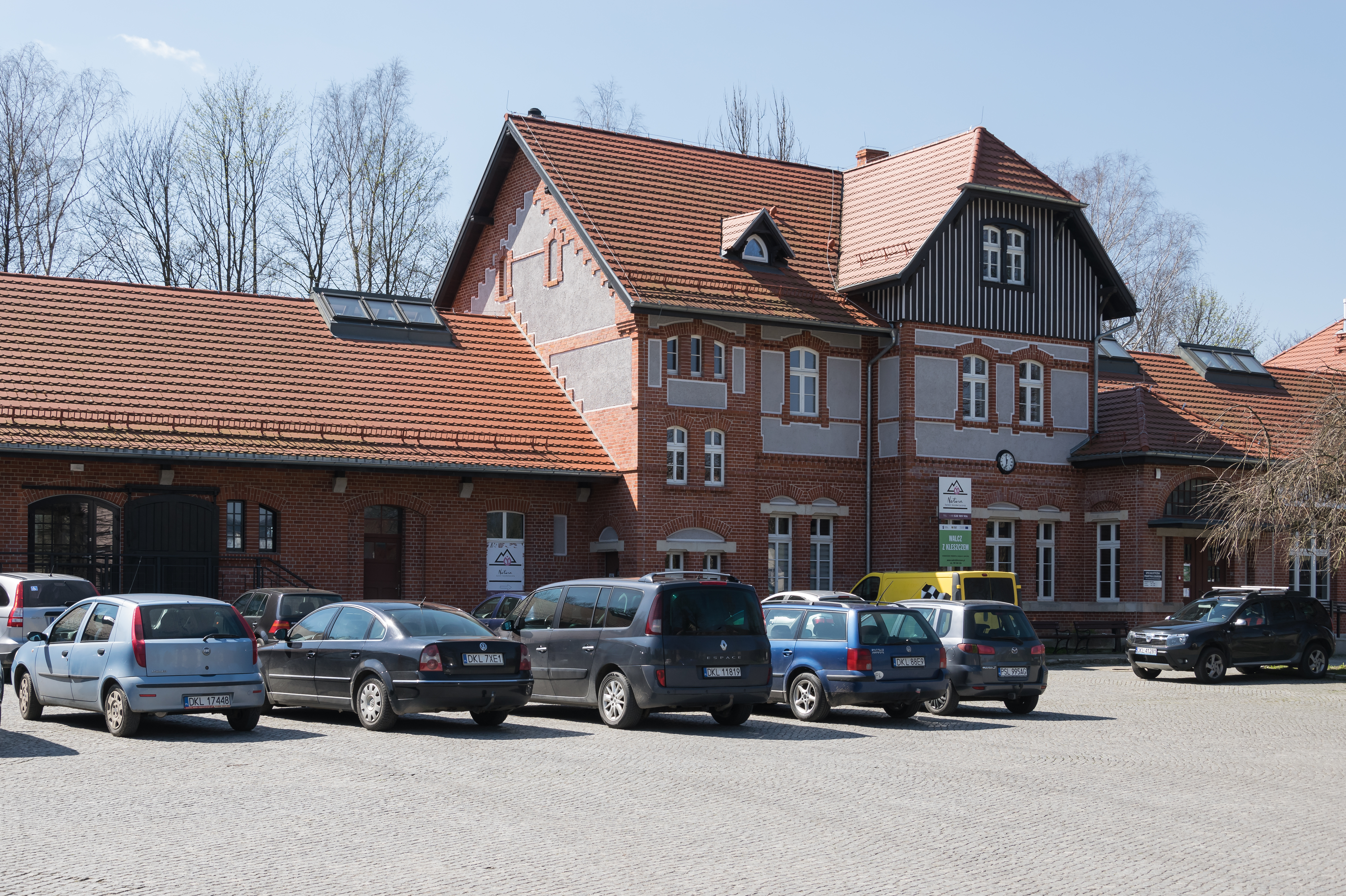
Bahnhof Lądek-Zdrój (2024)

Inzwischen befindet sich der stillgelegte Streckenabschnitt ab dem Streckenkilometer 9,7 im Eigentum der Wojewodschaft Niederschlesien. Er wird vom Dolnośląska Służba Dróg i Kolei we Wrocławiu (DSDIK) verwaltet. Eine Wiederinbetriebnahme der Gesamtstrecke für den Reiseverkehr ist vorgesehen.
Nach einer Ausschreibung erhielt die Firma PORR im März 2025 den Auftrag zur Instandsetzung der Strecke mit einem Kostenrahmen von 69,706 Millionen Zloty. Gerechnet wird mit einer Inbetriebnahme innerhalb von 24 Monaten. Die Streckengeschwindigkeit soll dabei auf maximal 80 km/h angehoben werden. Neben dem Endbahnhof, der zukünftig näher am Stadtzentrum von Stronie Śląskie liegen soll, werden zunächst nur die Zwischenstationen Trzebieszowice und Lądek-Zdrój wieder eingerichtet. Das wojewodschaftseigene Eisenbahnverkehrsunternehmen Koleje Dolnośląskie (KD) plant einen Zweistundentakt der Personenzüge in der Relation Kłodzko Miasto–Stronie Śląskie.